# Villafranca Sicula
Villafranca Sicula (Villafranca in siciliano) è un comune italiano di 1 317 abitanti del libero consorzio comunale di Agrigento in Sicilia.

## Storia
Villafranca, adagiata sul colle San Calogero a circa 380 m s.l.m. fu fondata il 27 settembre 1499  dal principe Antonio Alliata grazie alla licentia populandi rilasciata dal viceré Giovanni La Nuzza. 
Si pensa che il nome di Viliafranca sia stato dato o per via del fatto che alla popolazione insediatasi nel nuovo borgo furono concesse numerose franchigie, oppure perché il tecnico incaricato dalla famiglia Alliata per la scelta del luogo dove far sorgere il centro abitato si chiamava Calcerano Viliafranca. Il borgo, venne subito abitato da una colonia di operai provenienti da Salaparuta, precedentemente fondato dalla famiglia Alliata. Gli odierni beni storici ed artistici, che il paese conserva ancora intatti sono frutto della magnanimità e dell’amore per l’arte della famiglia Alliata. Il paese presentava, allora, un centro storico con un forte nucleo cinquecentesco, arricchito in seguito da peculiarità barocche.
La festa patronale è il 31 maggio, giorno dedicato a Maria SS. del Mirto in conclusione del mese mariano. 
La festa principale del paese, però, si celebra la 1º settimana di agosto con il quadro del quadro miracoloso della Madonna del Mirto, e i simulacri di San Michele Arcangelo e San Giovanni Battista.
Il patrono principale di Villafranca, da maggio 2020, non è più sant'Eucarpio martire, ma la Beata Maria Vergine sotto il titolo "del mirto", (chiamata da tutti i villafranchesi e non "Madonna del Mirto")  una decisione presa dal tutto il popolo, parroco e sindaco del paese e resa ufficiale dall'arcivescovo Francesco card. Montenegro.
Sant'Eucarpio, rimane comunque, patrono secondario del paese.

### Simboli
Lo stemma del Comune di Villafranca Sicula è stato riconosciuto con decreto del capo del governo del 16 luglio 1936.
Il gonfalone, concesso con D.P.R. del 18 luglio 2006, è costituito da un drappo partito di rosso e di giallo.

## Monumenti e luoghi d'interesse

### Architetture religiose
- Duomo della Madonna della Catena, 1540.
- Chiesa di San Giuseppe, XVII secolo.
- Chiesa di San Giovanni Battista, XVI secolo, ed ex convento dei frati del Terzo ordine regolare di San Francesco oggi adibito a palazzo comunale.
- Chiesa del Carmine.

### Architetture civili
- Castello dei principi Alliata, XVI secolo.
- Casina

## Società

### Evoluzione demografica
Abitanti censiti

### Qualità della vita
- Comune Riciclone 2011 - Comuni Ricicloni per il legno: un importante riconoscimento che premia Villafranca Sicula come primo comune del sud Italia per il riciclo del legno[7].

## Economia

### Agricoltura
Il territorio villafranchese è compreso nella zona di produzione dell'Arancia di Ribera D.O.P.

## Infrastrutture e trasporti
Il Comune è interessato dalla Strada Statale 386 e dalla Strada Provinciale 47.

## Amministrazione
Di seguito è presentata una tabella relativa alle amministrazioni che si sono succedute in questo comune.
| Periodo           | Periodo          | Primo cittadino        | Partito                                                        | Carica          | Note  |
| ----------------- | ---------------- | ---------------------- | -------------------------------------------------------------- | --------------- | ----- |
| 4 giugno 1985     | 22 maggio 1990   | Calogero Girgenti      | Partito Comunista Italiano                                     | Sindaco         | [ 8 ] |
| 22 maggio 1990    | 3 agosto 1993    | Calogero Girgenti      | Partito Democratico della Sinistra, Partito Comunista Italiano | Sindaco         | [ 8 ] |
| 1º settembre 1993 | 22 novembre 1993 | Luigi Miceli           |                                                                | Comm. regionale | [ 8 ] |
| 27 novembre 1993  | 1º dicembre 1997 | Rosario Maria Sortino  | -                                                              | Sindaco         | [ 8 ] |
| 1º dicembre 1997  | 28 maggio 2002   | Rosario Maria Sortino  | centro-destra                                                  | Sindaco         | [ 8 ] |
| 28 maggio 2002    | 15 maggio 2007   | Pino Luigi Trafficanti | centro-destra                                                  | Sindaco         | [ 8 ] |
| 15 maggio 2007    | 8 maggio 2012    | Salvatore Di Salvo     | Unione di Centro                                               | Sindaco         | [ 8 ] |
| 8 maggio 2012     | 26 giugno 2022   | Domenico Balsamo       | lista civica                                                   | Sindaco         | [ 8 ] |
| 26 giugno 2022    | in carica        | Gaetano Bruccoleri     | lista civica                                                   | Sindaco         | [ 8 ] |

### Altre informazioni amministrative
Il comune di Villafranca Sicula fa parte delle seguenti organizzazioni sovracomunali: regione agraria n.2 (Colline del Carboj) e Unione dei Comuni Alto Verdura e Gebbia.